# Yngve Elmlund
Yngve Reinhold Elmlund, född 22 augusti 1883 i Göteborg, död 13 augusti 1963 i Göteborg, var svensk friidrottare (höjdhopp). 
Han tävlade för klubben Göteborgs Idrottsförbund. Elmlund var inofficiell svensk rekordhållare i höjdhopp 1903. Den 6 mars 1903 förbättrade Elmlund i Göteborg John Fentons inofficiella svenska rekord i höjdhopp från 1895 (1,75) till 1,752. Rekordet skulle komma att slås senare samma år av Carl Holmberg.
Yngve Elmlund är begravd på Östra kyrkogården i Göteborg.